# Església de Sant Ildefons de Porto
L'Església de Sant Ildefons (portuguès: Igreja de Santo Ildefonso) és un edifici del segle xviii situat a Porto, Portugal. Acabat el 1739, fou construïda en estil proto-barroc i posseeix un retaule de l'artista italià Nicolau Nasoni. El nom de l'església és en honor del visigot Ildefons de Toledo, bisbe de Toledo des del 657 fins a la seva mort el 667. Està inclosa dintre del conjunt del centre històric de Porto, classificat com a Patrimoni de la Humanitat per la UNESCO el 1996.

## Història
Al lloc on s'erigeix l'actual edifici hi hagué una ermita anomenada Santo Alifon. La data de construcció és desconeguda. La referència més antiga coneguda és un treball del bisbe de Porto, Vicente Mendes, datada del 1296.
Se sap que existia, el segle xii, una ermita que hauria estat consagrada pel bisbe Pedro Pifões. Ja en perill d'esfondrament, va ser demolida el 1709 i aquest mateix any s'inicià la construcció de la nova església. L'obra va durar trenta anys i s'inaugurà el 18 de juliol del 1739. El primer estadi de la construcció fou completat el 1730 quan el cos principal fou acabat i el frontó triangular, que conté un timpà amb la inscripció "Ildefonse per te vivit domina mea MDCCXXX", va ser col·locat. La segona fase, del 1730 al 1739, consistí en l'erecció dels dos campanars i l'acabament de la façana i el nàrtex. El seu arquitecte és desconegut tot i que existeixen registres dels noms dels fusters, pedrers i serrallers que hi treballaren.
Àmpliament restaurada el 1819 a causa dels danys causats per una severa tempesta, l'església també sofrí danys de foc d'artilleria el 21 de juliol del 1833 durant el Setge de Porto. A través dels anys l'edifici ha emprès modificacions estructurals i millores, incloent el canvi dels vitralls el 1967, creats per l'artista Isolino Vaz. Dinou tombes va ser descobertes el 1996 durant treballs de restauració del nàrtex, en una àrea que correspon al cementiri de l'antiga capella.

## Arquitectura i art

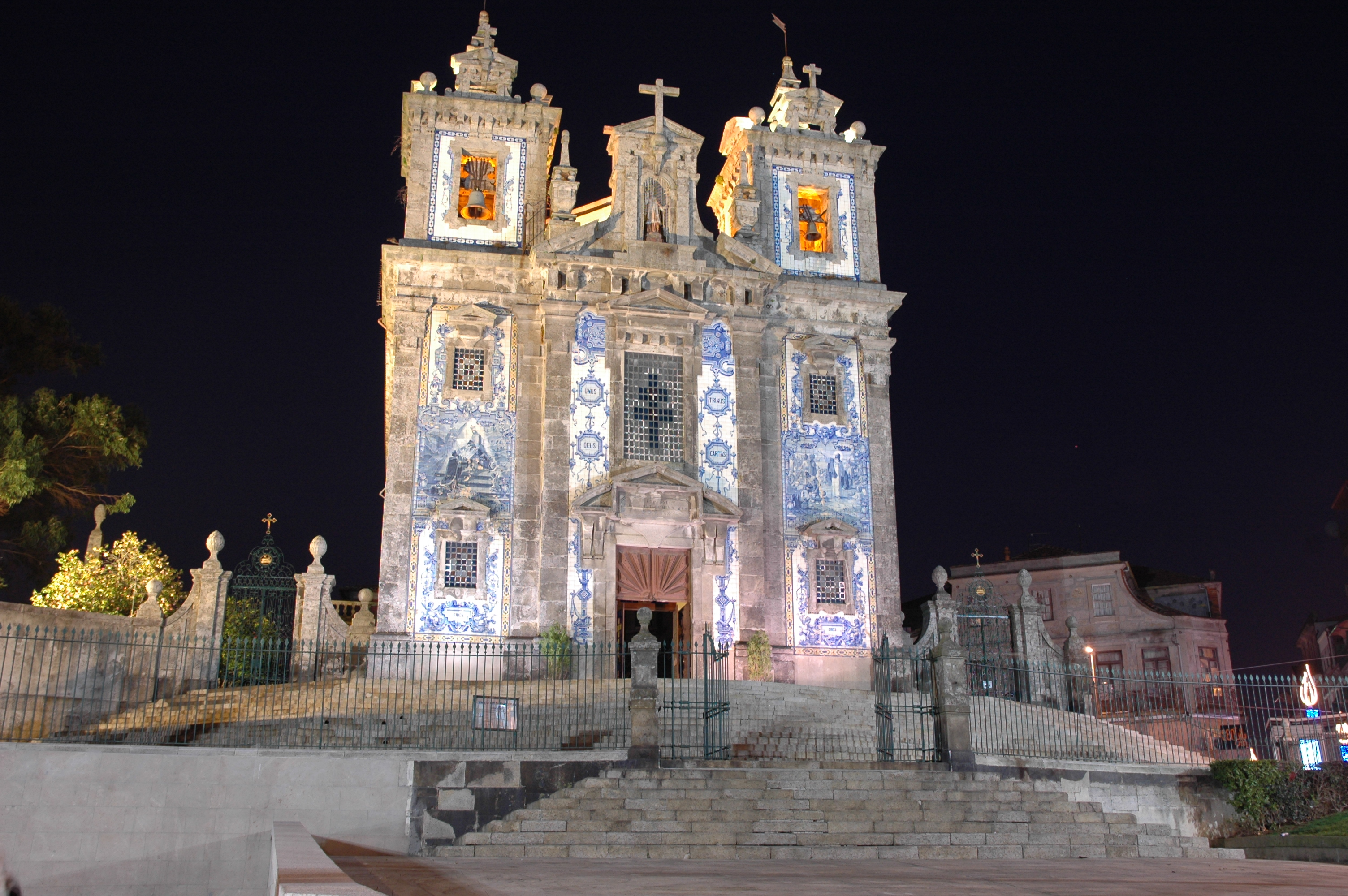
Façana il·luminada

Precedida per una escalinata de dimensions considerables, la façana denuncia una tipologia barroca de gran austeritat. Exteriorment, el cos central està una mica avançat respecte als laterals rematats amb campanars. Entre ells, una fornícula acull la figura del patró de l'església. Els campanars tenen cornises decoratives i dentells i cada torre és coronada per esferes d'obra, una creu de pedra i una bandera metàl·lica. La nau té forma octogonal i configura un espai centralitzat animat per pilastres que donen ritme al conjunt. L'altar fou ampliat durant la campanya d'obres de mitjans del segle xix. El sostre és de fusta i té motllures de guix decoratives.
Un obelisc roman a l'esquerra de l'església, tot i que, inicialment era en unes escalinates que arribaven fins al Carrer de 31 de Janeiro. Originalment era posicionat per a alinear-se amb la propera Església dels Clergues i va ser mogut al lloc actual quan l'escalinata fou modificada el 1924 per acomodar botigues.
Dues notables característiques de l'església són el retaule i les rajoles blanc i blaves. L'artista i arquitecte Nicolau Nasoni dissenyà el retaule, el qual va ser creat i instal·lat per l'arquitecte Miguel Francisco da Silva el 1745. El disseny de Nasoni dona valor als elements decoratius –flors, garlandes, àngels- en detriment dels arquitectònics, avançant, d'alguna forma, l'exuberància de la talla i de les esglésies folrades d'or que caracteritzaran la ciutat al llarg del segle xviii.
Aproximadament 11.000 rajoles cobreixen la façana, creades per l'artista Jorge Colaço i col·locades el novembre del 1932. Les rajoles mostren escenes de la vida de Sant Ildefons i al·legories a l'Eucaristia.